# 昭顕世子
昭顕世子（しょうけんせいし、ソヒョンセジャ、소현세자、万暦40年1月4日（1612年2月5日） - 順治2年4月26日（1645年5月21日））は、李氏朝鮮の王世子。李氏朝鮮第16代国王仁祖の長男で、第17代国王孝宗の同腹の兄。名は𣳫（⿰氵⿱屮王）（ワン、왕、「汪」の異体字）。

## 生涯
1623年、仁祖反正で父仁祖が王になると、1625年（仁祖2年）王世子に冊封された。1637年、丙子の乱が朝鮮の降伏により終結すると、約定に従い人質として瀋陽に赴くこととなる。その後は李朝側の窓口としてイングルダイやドルゴン等との折衝をこなすとともに、清内部の情報を本国に送るなどして本国の危機を回避すべく力を尽くした。
その後、鄭命寿から強要され、明人や買い戻した朝鮮人捕虜を使役しての清国内での経済活動を開始するが、1643年にこのことが朝鮮国内に発覚すると、仁祖との関係が急速に悪化。1645年に人質を解かれて帰国するも2ヶ月後に急死した。
清国内での経済活動や西洋の学問を取り入れようとしたことなどを憎んだ仁祖等による毒殺とも言われる。
仁祖実録にある昭顕世子の病状は毒殺のそれであり、通常なら嫡流を重視し昭顕世子の子が世子となる筈だが、弟の鳳林大君（後の孝宗）が世子に指名されていること、後に昭顕世子の廃嫡を主張していた金自點の告発により、妻の姜氏が仁祖を呪ったとして死を賜っていること、それに伴い、昭顕世子の子が全て済州島に流されていること等が毒殺説の根拠となっている。

## 家族
- 父：仁祖
- 母：仁烈王后
- 妻：愍懐嬪姜氏
  - 長女：郡主
  - 次女：郡主
  - 長男：慶善君
  - 三女：慶淑郡主
  - 次男：慶完君
  - 四女：慶寧郡主
  - 五女：慶順郡主
  - 三男：慶安君

## 昭顕世子が登場する作品
- 大命（KBS1981年、配役: ペク・ユンシク（朝鮮語版））
- イルジメ 一枝梅（SBS2008年、配役: キム・ジワン）
- 必殺! 最強チル（KBS2008年、配役: イム・ホ）
- タムナ 〜Love the Island〜（MBC2009年、配役: ソ・ヨンドン）
- 推奴（KBS2010年、配役: カン・ソンミン（朝鮮語版））
- 馬医（MBC2012年、配役: チョン・ギョウン）
- 花たちの戦い -宮廷残酷史-（JTBC2013年、配役: チョン・ソンウン（朝鮮語版））
- 三銃士（tvN2014年、配役: イ・ジヌク）
- 華政（MBC2015年、配役: ペク・ソンヒョン）
- 恋人（MBC2023年、配役: キム・ムジュン）